# ستيوارت هال (لاعب كرة قدم)
ستيوارت هال (بالإنجليزية: Stewart Hall) هو مدرب كرة قدم ولاعب كرة قدم بريطاني، ولد في 14 مارس 1959 في المملكة المتحدة.